# Salay
Salay ist eine philippinische Stadtgemeinde in der Provinz Misamis Oriental. Sie hat 28.705 Einwohner (Zensus 1. August 2015).

## Baranggays
Salay ist politisch in 18 Baranggays unterteilt.
| - Alipuaton - Ampenican - Bunal - Dinagsaan - Guinalaban - Ili-ilihon - Inobulan - Looc - Matampa | - Membuli - Poblacion - Salagsag - Salay River I - Salay River II - Saray - Tinagaan - Yungod - Casulog |